# Myopsyche nigrita
Myopsyche nigrita là một loài bướm đêm thuộc phân họ Arctiinae, họ Erebidae.